# Třetí anglo-maráthská válka (1817–1818)
Třetí anglo-maráthská válka (1817–1818), známá též jako Pindarská válka, byla posledním a rozhodujícím konfliktem ze série anglo-maráthských válek mezi Britskou Východoindickou společností a indickou Maráthskou říší. Ve válce zvítězila Britská Východoindická společnost a získala tak kontrolu nad většinou indického území. Konflikt začal invazí vojsk Britské Východoindické společnosti na území Maráthů. Britové byli v přesile a maráthská armáda byla poražena. Britská vojska vedl generální guvernér Thomas Hastings (bez vztahu k Warrenovi Hastingsovi, prvnímu generálnímu guvernérovi Bengálska) podporovaný vojskem pod vedením generála Thomase Hislopa. Začaly operace proti Pindariům, jednotkám muslimských žoldáků a proti Maráthům ve střední Indii.
Síly péšvy Bádží Ráo II. podporované silami Mudhodži II. Bhonslem z Nágpuru a Malharrao Holkarem III. z Indauru spojili své síly proti EIC. Britská diplomacie přesvědčila čtvrtého hlavního vůdce Maráthů, Daulatrao Šindeho z Gválijaru, aby zůstal neutrální, a to i přesto, že ztratil kontrolu nad Rádžasthánem. Britská koalice rychle vítězila, což mělo za následek rozpad Maráthské říše a ztrátu její nezávislosti. Péšva byl poražen v bitvách u Khadki (dnes Aurangábád) a Koregaonu (ve státě Maháráštra). Jeho vojáci svedli několik menších bitev, aby zabránili jeho zajetí.
Péšva byl nakonec přesto zajat a držen na malém statku v Bithuru poblíž Kánpuru. Novým vládcem byl jmenován mahárádža ze Sátáry. Většina území byla v roce 1848 připojena k Bombajskému prezidentství (Bombay Presidency) na základě doktríny zaniknutí lorda Dalhousieho a stala se jeho součástí. Bhonsle byl poražen v bitvě u Sitabuldi a Holkar v bitvě v Manípuru. Severní část Bhonsleho království v Nágpuru a okolí spolu s územím péšvy v Bundelkhandu byla také připojena Brity k prezidentství stejně jako území Saugor a Nerbudda. Porážka Bhonsla a Holkara tak vyústila v územní zisk Britů. Spolu s Gvalijárem se všechna tato území stala knížecími státy uznávajícími britskou kontrolu. Britové svou znalost indické válečné taktiky dokazovali rychlými vítězstvími v Khadki, Sitabuldi, Manípuru, Koregaonu a Sátáru.

## Maráthská říše
Maráthskou říši založil v roce 1674 Šivádží z dynastie Bhosle. Jazykem zde byla maráthština, náboženství hinduistické, vládl zde silný pocit sounáležitosti a národního cítění. Šivádží bojoval za samostatnost své převážně hinduistické říše, za nezávislost na Mughalské říši a muslimském sultanátu Bijapur. Ve svém království ustanovil vládu hinduistů. Toto království bylo v maráthském jazyce známé jako Hindavij Swarajya („hindská samospráva“). Říše se úspěšně bránila před útoky Mughalů a během několika desetiletí se stala skutečnou mocností. Klíčovou složkou maráthské správy byla rada osmi ministrů nazývaná Ashta Pradhan (Rada osmi). Nejstarší člen rady byl nazýván péšva a měl funkci předsedy vlády.

## Vzrůstající britská moc
Zatímco na počátku 18. století Maráthové bojovali s Mughalskou říší, Britové válkou nedotčeni obchodovali v Bombaji, Madrasu a Kalkatě. Poté, co Britové viděli Maráthy v květnu 1739 porazit Portugalce u Vasai–Virár na západním předměstí Bombaje, město opevnili. Ve snaze udržet Maráthy mimo Bombaj, poslali své vyslance dojednat smlouvu. Jednání bylo úspěšné a smlouva byla podepsána dne 12. července 1739. Zaručovala právo volného obchodu Britské Východoindické společnosti na maráthském území. Na jihu byl Nizám z Haidarábádu (Nizám – správce říše – byl titul panovníků státu Haidarábád) podporovaný Francií v boji proti Maráthům. V obavě z války maráthský péšva požádal o podporu Brity, ti ale jeho žádost odmítli. Nelze vidět rostoucí sílu Britů, když u nich indičtí vládci hledali pomoc při řešení svých domácích konfliktů. Navzdory podpoře Francie Maráthové během pěti let Nizama z Haidarábádu porazili.
V období mezi lety 1750-1761 Britové porazili Francouzskou Východoindickou společnost v Indii, a v roce 1793 už byli pevně zakotveni na východě v Bengálsku a na jihu v Madrásu (dnes Čennaí )a byli schopni expandovat dále na západ. Tam sice stále vládli dominantní Maráthové, ale Britové do Súratu pronikli z moře.
Maráthská říše stále rostla, jejich armáda dokonce překročila i řeku Indus. Území na severu spravovali dva maráthští vůdci, Šinde a Holkar, protože péšva se soustředil na obranu jihu. Mezi Śindou a Holkarem panovala rivalita, jejich politika byla ovlivněna osobními zájmy a finančními neshodami. Neshodli se ani s ostatními hinduistickými vládci. Velká rána pro Maráthy byla jejich porážka v bitvě u Pánipátu, kde bojovali proti spojeným muslimským silám vedeným afghánským generálem Ahmadem Šáhem Durráním. Celá generace maráthských vojáků tam zahynula. Nicméně, mezi roky 1761 a 1773 Maráthové znovu získali ztracená území na severu.

## Anglo-maráthské vztahy
Maráthské zisky na severu byly ohroženy nejen vzhledem k nesvárům mezi Holkarem a Šindou ale i vnitřními spory v rodině samotného péšvy. V roce 1773 spory vyvrcholily vraždou péšvy Narajana Rao z rodiny Bhatů. Nový maráthský péšva Raghunathrao se obával ohrožení své říše v důsledku stálých sporů mezi maráthskými vůdci, proto požádal o pomoc Brity. Diplomatická jednání vedla k podpisu smlouvy v Súratu v březnu 1775. Britové přislíbili vojenskou pomoc výměnou za kontrolu nad Salsette a pevností ve Vasai–Virár (dříve nazývané Bassein). Smlouva se stala zdrojem velkých diskuzí mezi Brity v Indii a Brity v Evropě. Panovaly vážné obavy z možné konfrontace se stále mocnými Maráthy. Dalším důvodem k obavám bylo, že "Ashta Pradhan" (Rada osmi) podpisem smlouvy překročila své pravomoci. Smlouva byla podle Jamese Granta Duffa, britského vojenského historika, příčinou první anglo-maráthské války v letech 1775–1782. Tato válka skončila patovou situací, ani jedna strana nebyla schopna dosáhnout rozhodujícího vítězství. Válku ukončila smlouva uzavřená v roce 1782 v Salabai, zprostředkovaná Mahadži Šindou. Diplomacie a předvídavost Warrena Hastingse byla hlavním důvodem britského úspěchu v této válce. Podařilo se mu rozbít protibritskou koalici uzavřenou mezi Šindou, Bhonslem a péšvou.
Když v roce 1786 přišel do Indie nový generální guvernér pro správu britských území Charles Cornwallis, první markýz Cornwallis, byla Maráthská říše stále velmi silnou mocností. Po smlouvě podepsané v Salabai, Britové praktikovali politiku koexistence a s Maráthy žili více než dvě desetiletí v míru, také díky diplomacii vlivného státníka a maráthského ministra Nana Fadnavise (James Grant Duff uvádí, že jej Evropané nazývali „Maráthský Machiavelli“), který byl členem vlády tehdy teprve jedenáctiletého péšvy. Po smrti 11. péšvy se situace změnila. V roce 1800 vypukl boj mezi Šindou a Holkarem. V roce 1801 Holkar zaútočil na péšvu Bádží Ráo II. v Puné, protože jeho území sousedilo s územím Šindy. Bádží Ráo II. utekl z Puné do bezpečí na britskou válečnou loď. Bádží Ráo se Holkara obával, neboť si byl vědom toho, že předáním Vasai–Viráru do britské správy překročil své pravomoce a stal se v podstatě britským úředníkem. Maráthští vůdci považovali předání území pod britskou správu za zradu ze strany péšvy. To byl jeden z důvodů druhé anglo-maráthské války v roce 1803. Oba, Šindo i Bhosle, byli poraženi a Maráthové ztratili velkou část svého území.

## Pozadí
Marathská říše se rozpadla částečně kvůli druhé anglo-maráthské válce a částečně pro zaostalost armády. Úsilí o modernizaci indických armád bylo polovičaté a vojska byla nedisciplinovaná. Generálové se stavěli odmítavě k moderní technice, jejich zkušenosti a vojenská taktika byly zastaralé. Maráthové také postrádali efektivní špionážní systém a měli nezkušenou diplomacii ve srovnání s Brity. Maráthské dělostřelectvo bylo neúčinné i přesto, že byly dovezeny modernější zbraně. Za výcvik dělostřelců byli odpovědní zahraniční důstojníci; Maráthové pro tento účel používali své vlastní muže jen výjimečně. Maráthskou pěchotu sice chválili lidé jako Wellington, jejich generálové však nebyli dobrými veliteli a armáda se spoléhala na žoldáky, známé jako Pindaris. Když se říše přeměnila na konfederaci, chybělo jednotné vedení potřebné pro úspěšné vedení války.

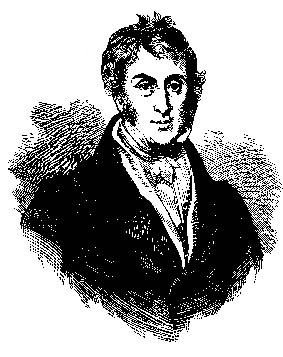
Mountstuart Elphinstone, guvernér Bombaje, založil několik vzdělávacích institucí pro indické obyvatelstvo.

Síla Britské východoindické společnosti rostla, zatímco maráthská říše upadala. Britové zvítězili v předchozí anglo-maráthské válce (1802-1805) a Maráthové jim byli v podstatě vydáni na milost a nemilost. Maráthským péšvou byl právě Bádží Ráo II. Někteří maráthští vůdci, kteří dříve stáli na jeho straně byli nyní pod britskou kontrolou nebo ochranou. Britové uzavřeli dohodu s dynastií Gaikwar (Gaekwadů) vládnoucí v maráthské provincii Baroda. Tím docílili toho, že péšva nedostával příjmy z této provincie. Proto Gaikwarové vyslali k péšvovi do Puné svého vyslance aby vyřešil spor ohledně výběru daní. Vyslanec Gangadhar Šastri byl pod britskou ochranou, přesto byl zavražděn a z činu byl podezřelý péšvův ministr Trimbak Dengle.
Britové využili příležitosti a donutili péšvu Bádží Ráa II. uzavřít novou smlouvu. Smlouva mezi Britskou Východoindickou společností a péšvou Bádží Ráo II. byla podepsána v Puné 13. června 1817. Mezi klíčové podmínky smlouvy patřilo přiznání viny Trimbaka Dengle, vzdání se nároků na území Gaikwarů a předání značných částí území Britům. Týkalo se to pro Maráthy nejdůležitější pevnosti v Dekanu, pobřeží Kónkanu a všech území severně od Narmady a jižně od řeky Tungabhadra. péšva také nesměl komunikovat s jinými indickými vládci. Britský guvernér Mountstuart Elphinstone také žádal rozpuštění maráthské jízdy.

### Maráthské plány

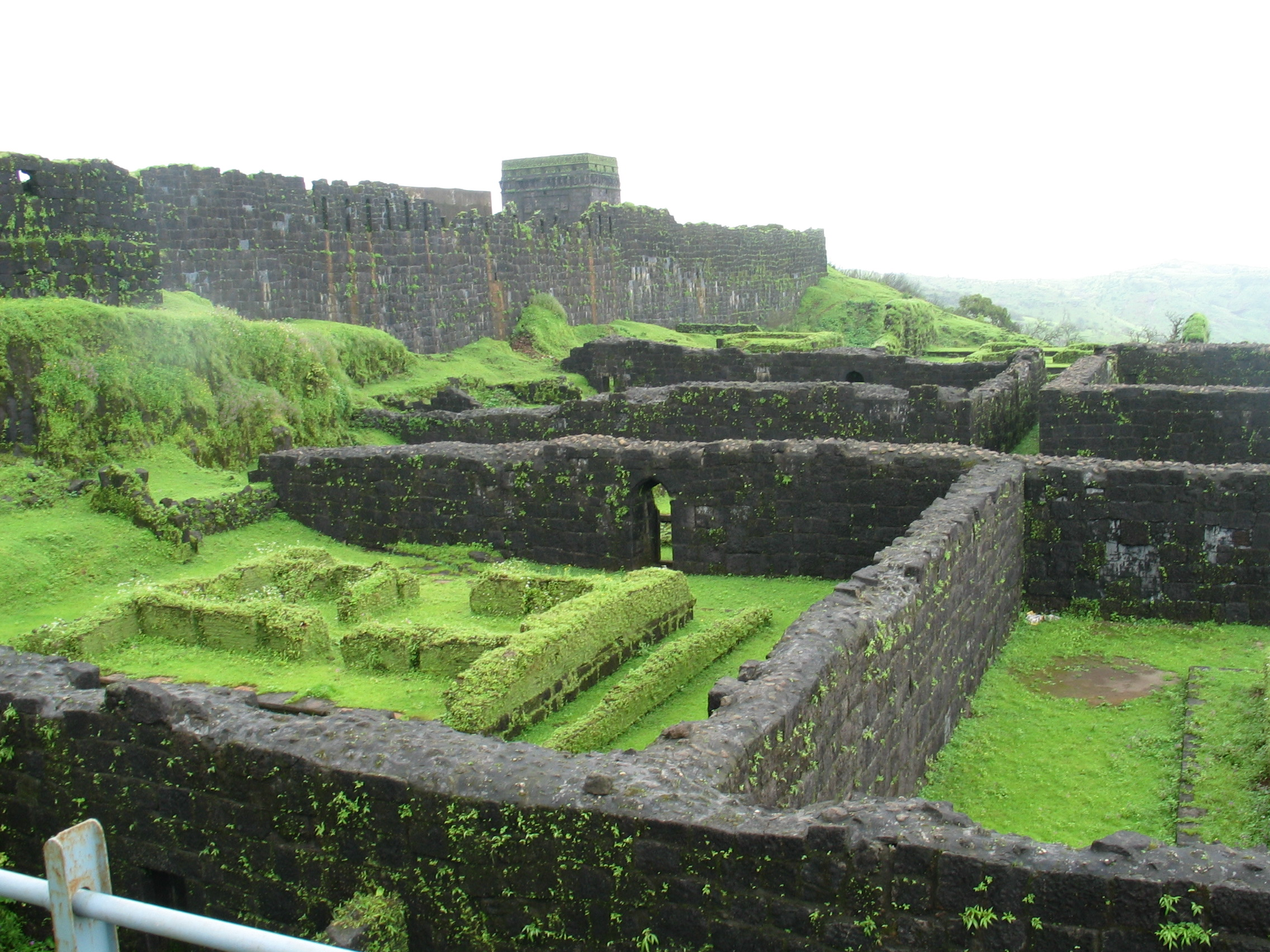
Trosky starého paláce v hlavním městě Maráthské říše Raigadu

Péšva Bádží Ráo naoko rozpustil svou jízdu, ale tajně armádě nabídl, aby zůstali ve službě a slíbil jim zaplatit sedmiměsíční zálohu. Zároveň pověřil Bapu Gokhala přípravami na válku. V srpnu 1817 byla města Sinhagad, Raigadu a Purandar opevněna. Gokhale tajně najímal další vojáky jako přípravu na válku. Bylo najato mnoho mužů z etnika Bhil, domorodí obyvatelé států Gudžarát, Madhjapradéš, Čhattísgarh, Maháráštra a Rádžasthán, také z etnika Ramoshi z Maharashtry, Madhjapradéš a Karnátaka. Bylo vyvimuto úsilí o ukončení rivality mezi Bhonslem, Šindou a Holkarem; dokonce byli osloveni i Pindariové. Péšvovi se podařilo tajně získat ke spolupráci i některé Maráthy pracující ve službách guvernéra Elphinstona. Jednou z takových osob byl Jaswant Rao Ghorpade. Byl také plánován tajný nábor Evropanů, což se ale nezdařilo. Jiní jako například Balaji Pant Natu z vlivné rodiny Natu, neochvějně stáli za Brity. Pokusy najmout jezdce z mughalské armády nebyly úspěšné, někteří péšvowu nabídku odmítli rovnou a jiní ohlásili záležitost svým nadřízeným. Dne 19. října 1817 se Bádží Ráo II. v Puné účastnil oslav velkého hinduistického svátku Dassera. Ve městě bylo shromážděno mnoho jezdeckých jednotek. Během oslav maráthská kavalerie podnikla předstíraný útok na indické probritské vojáky, na poslední chvíli se otočili a odjeli. Tato ukázka síly byla zamýšlena jako varování pro Elphinstona a měla Indy v britských službách vystrašit a donutit je zběhnout a přidat se na stranu péšvy. Péšva také navzdory odporu Gokhaleho plánoval Elphinstona zabít. Ten ovšem díky informacím od Balaji Pant Natu a Ghorpada o plánu věděl.
Burton poskytuje odhad sil shromážděných z různých konců Maráthské říše kolem roku 1817:
Odhadl, že počet najatých mužů bylo: 81 000 mužů pěchoty, 106 000 koní nebo jezdců a 589 děl. Z toho péšva měl nejvyšší počet kavaleristů: 28 000 jezdců, spolu s 14 000 mužů pěchoty a 37 děl. Ústředí péšvy bylo v Puné, což bylo nejjižnější místo v říši Maráthů. Druhou nejpočetnější kavalerii měl Holkar: 20 000 jezdců a pěchotní sílu 8 000 mužů a celkem 107 děl. Shinde a Bhonsle měli podobný počet kavaléristů a pěchoty, 15 000 mužů pěchoty a 16 000 kavaléristů. Shinde měl 16 000 mužů pěchoty a Bhonsle 18 000. Shinde byl lépe vyzbrojen, měl 140 děl, zatímco Bhonsle pouze 85. Holkar, Shinde a Bhonsle měli sídlo v Indauru, Gválijaru a Nágpuru. Afghánský vůdce Amir Khan byl v Tonku v Radžpúti a jeho síla byla 12 000 kavaleristů, 10 000 mužů pěchoty a 200 děl.
Pindariové se nacházeli severně od údolí Narmada v oblasti Čambal a Málva ve střední Indii. Na stranu Šindeho se postavili tři vůdci Pindariů, Setu, Karim Khan a Dost Mohammad. Byli to většinou jezdecké jednotky o síle 10 000, 6 000 a 4 000. Ostatní velitelé Pindariů, Tulsi, Imám Bakš, Sahib Khan, Kadir Bakš, Nathu a Bapu, se spojili s Holkarem. Tulsi a Imám Bakš měli každý 2 000 jezdců, Kadir Bakš 21 500, Sahib Khan, Nathu a Bapu měli 1 000, 750 a 150 jezdců.

## Zahájení
Území péšvy se nacházelo v oblasti zvané Desh, která je nyní součástí moderního státu Maháráštra, v údolí řek Krišny a Gódávarí a náhorní plošiny pohoří Sahyadri v Západním Ghátu. Šindovo území bylo na severu, kolem Gválijaru a Bundelkhandu, je to oblast zvlněných kopců a úrodných údolí, které se svažují dolů k nížině řek Indus a Ganga. Územím Pindariů byla oblast kolem řeky Čambal, severozápadní oblast moderního státu Madhjapradéš. Byla to hornatá oblast s drsným podnebím. Pindariové také operovali z Málvy, oblasti náhorní plošiny na severozápadě státu Madhjapradéš, severně od pohoří Vindhja. Holkarovo území bylo v údolí řeky Narmada. Válka byla většinou operacemi vedoucími k vyčištění území. Britové chtěli dokončit svou expanzi započatou minulými anglo-maráthskými válkami. Britská expanze byla momentálně zastavena především z ekonomických důvodů. Válka začala bojem proti Pindariům. Když péšva zjistil, že Britové bojují s Pindarii, rozhodl se zaútočit. Dne 5. listopadu 1817 v 16:00 Marathové zaútočili s 20 000 jezdci, 8 000 mužů pěchoty a 20 děly. Britové měli 2 000 jezdců, 1 000 mužů pěchoty a osm děl. Na kopci Parvati bylo připraveno pomoci péšvovi dalších 5 000 jezdců a 1 000 pěšáků. Britská čísla zahrnují jednotku kapitána Forda, která byla na cestě z Dapodi do Khadki.  Britové také povolali generála Smitha, aby přišel na pomoc, ovšem nepředpokládali, že dorazí včas.
V oblasti byly tři kopce: Parvati, Chaturshringi a Khadki. Péšva sledoval bitvu z kopce Parvati, zatímco jednotky EIC stáli na vrchu Khadki. Parvatí a Khadki dělí čtyři kilometry. Řeka Mula je mělká a úzká a je snadné ji na několika místech přebrodit. Vytváří ovšem několik kanálů, které sice nebyly překážkou ale mnohé zcela zakrývala vegetace. Maráthská armáda byla složena z Paštunů, Rádžpútů a Maráthů, včetně malé síly Portugalců pod vedením jejich důstojníka de Pinto. Levé křídlo maráthské armády, kterému velel Moropant Dixit a Raste, stálo na rovině kde dnes stojí univerzita v Puné. Střed armády měl na starosti Bapu Gokhale a pravému křídlu velel Vinchurkar. Pohyby britských vojsk začaly 1. listopadu 1817, kdy plukovník Burr přesunul své síly směrem k dnešní Bund Garden směrem k Holkarovi. Maráthové byli zpočátku úspěšní při vytváření a využívání mezer v britské levici a středu. Bohužel, koně Maráthů se začali plašit, byli zmateni skrytým kanálem a jezdci pak dočasnou ztrátou velení, neboť kůň Bapu Gokhala byl zastřelen. Když byl zastřelen i velitel pravého maráthského křídla Moropant Dixit, Maráthové byli bez vůdce. Britská pěchota ustavičně postupovala a stále střílela salvu za salvou. Maráthská kavalérie během čtyř hodin ustoupila a Britové zvítězili. Ztratili 86 mužů a Maráthové asi 500 mužů.

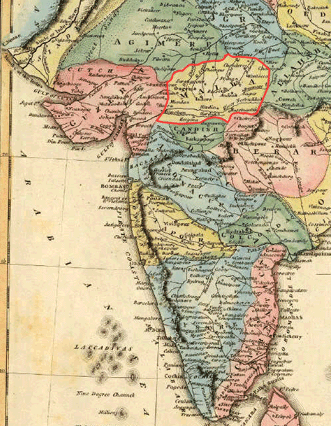
Mapa Malvy, Indie, rok 1823. Malva byla sídlem některých Pindariů

## Pindariové
Po druhé anglo-maratské válce ztratili Šinde a Holkar mnoho ze svých území, která byli nuceni nechat Britům a proto vyzývali Pindarie k nájezdu na britská území. Pindariové, kteří byli většinou jezdci, se stali známými jako Šindešahi a Holkaršahi podle ochrany, kterou jim poskytovali příslušní poražení maráthští vládci. Jejich vůdci byli Setu, Karim Khan, Dost Mohammad, Tulsi, Imam Bakš, Sahib Khan, Kadir Bakš, Nathu a Bapu. Z nich Setu, Karim Khan a Dost Mohammad patřili k Shindeshahi a zbytek Holkarshahi. Celková síla Pindariů v roce 1814 byla odhadnuta na 33 000 mužů. Často přepadávali vesnice ve střední Indii. Výsledkem jejich nájezdů bylo, že střední Indie se velice rychle stala pustinou, protože rolníci se nedokázali pro stálé loupeže majetku i úrody uživit. Neměli jinou možnost, než se připojit k lupičským hordám nebo hladovět. V roce 1815 vstoupilo na území Madráského prezidentství, známého také jako provincie Madras, které bylo administrativním útvarem Britské Indie, 25 000 Pindariů. Zničili přes 300 vesnic na Koromandelském pobřeží. Další skupina přepadla území Nizama zatímco třetí pronikla na pobřeží Malabaru. Další nájezdy Pindariů na britské území následovaly v letech 1816 a 1817. Francis Rawdon-Hastings, 1. markýz z Hastings viděl, že v Indii nemůže existovat mír ani bezpečnost, dokud nebudou vyhubeni loupeživí Pindariové.

## Britské plány

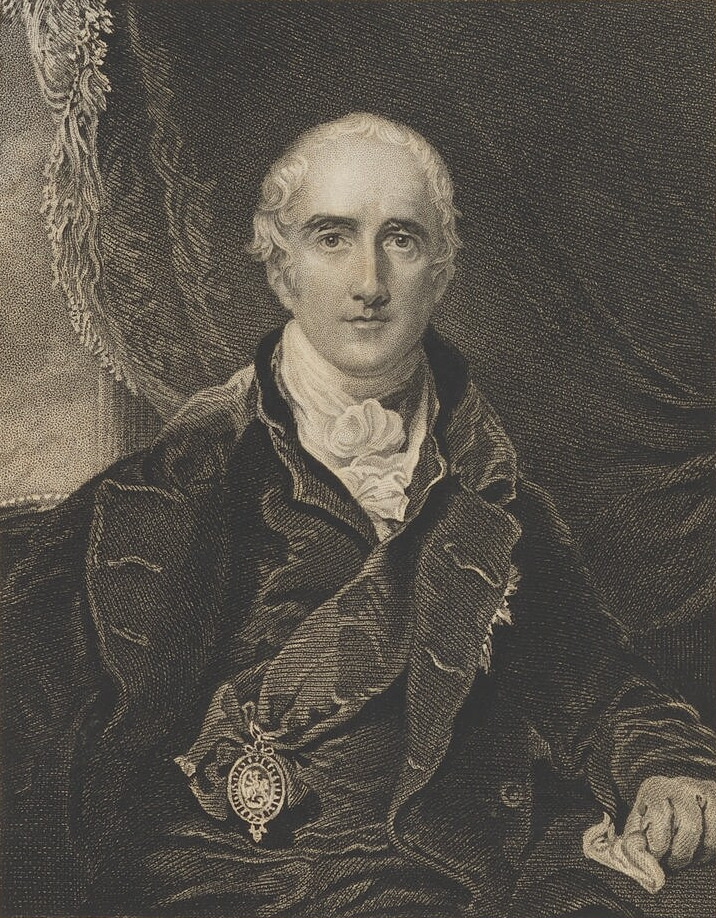
Richard Wellesley, 1. markýz Wellesley, významně pomohl rozšířil území EIC vítězstvím v anglo-maráthských válkách

Britové by nejraději Pindarie porazili v řádné bitvě. Ale to se nedařilo. Aby je bylo možné účinně rozdrtit, museli by být obklíčeni, aby neměli možnost úniku. Francis Rawdon-Hastings získal od britské vlády povolení zakročit proti Pindariům, zatímco probíhala diplomatická jednání s hlavními vůdci Maráthů, neboť Pindariové byli téměř všemi maráthskými vůdci podporováni. V roce 1817 shromáždil Rawdon-Hastings nejsilnější britskou armádu, jaká dosud v Indii byla, čítala zhruba 120 000 mužů. Armáda byla sestavena ze dvou menších armád, Velké armády či Bengálské armády na severu pod jeho osobním velením a Dekanské armády pod vedením generála Hislopa (Sir Thomas Hislop, 1. baronet |General Hislop) na jihu. Britský plán byl normalizovat vztahy se Šindou, Holkarem a Navábem z Tonku Amirem Khanem. Věděli, že všichni tři jsou velmi nakloněni Pindariům a poskytují jim útočiště na svém území. Šinde tajně plánoval s péšvou a nepálským ministrem vytvořit koalici proti Britům. Jeho korespondence s Nepálem byla zadržena a předložena mu v Durbaru. Byl nucen uzavřít smlouvu, kterou se zavázal pomáhat Britům proti Pindariům a zabránit vzniku nových gangů na svém území. Diplomacie, nátlak a smlouva z Gválijaru zabránily Šindovi rozpoutat další válku. Amir Khan rozpustil svou armádu pod podmínkou, že mu bude zaručeno ponechání knížectví Tonk v Radžpúti. Prodal své zbraně Britům a souhlasil, že zabrání řádění loupeživých gangů na svém území. Britská armáda připravená na válku byla složena ze dvou armád, Velké armády (The Grand Army) či Bengálské armády o síle 40 000 vojáků a Dekanské armády o síle 70 400 mužů. Velká armáda byla rozdělena do tří divizí plus záloha. Velitelé divizí byli generálmajor Marshall a Francis Rawdon-Hastings. Záloze velel generál Ochterlony. Druhá armáda, armáda Dekanská, byla složena z pěti divizí. Divize vedli generál Hislop, brigádní generál Doveton, generál Malcolm, brigádní generál Smith, podplukovník Adams. Dekanská armáda měla sílu 70 400 vojáků, čímž se celková síla armády Britské východoindické společnosti zvýšila na 110 400 mužů. Kromě toho postavila provincie Madras a Puné každá dva prapory a dělostřeleckou jednotku. Provincie Madrás postavila ještě tři odíly 6. bengálské kavalérie. V říjnu a začátkem listopadu byla první divize Velké armády vyslána do Sindhu, druhá do provincie Čambal, třetí na východ k řece Narmadě. Záloha byla použita k nátlaku na Amira Khana. Výsledkem vyslání první a druhé divize bylo odříznutí Šindeho od jeho potenciálních spojenců. On a Amir Khan tak byli nuceni podepsat s Brity smlouvu. První a třetí divize Dekanské armády byly soustředěny u Hardy, aby udržely brody přes řeku Narmadu. Druhá divize byla umístěná v Malkapuru, aby hlídala Berar Ghats v Dekanském sultanátu. Čtvrtá divize pochodovala do Khandesh v Maháráštře do oblasti mezi Puneé a Amrávati, zatímco pátá divize se přesunula do Hóšangábádu Hoshangabadu v Madhjapradéši a rezervní divize byla umístěna mezi řekami Bhima a Krišna.

## Útok na Pindarie
Útok na Pindarie byl proveden podle plánu. Pindariové byli napadáni a jejich domovy obklíčeny a zničeny. Generál Hislop zaútočil na Pindarie z jihu a zahnal je za řeku Narmada. Tam už čekal se svou armádou generální guvernér Francis Rawdon-Hastings. Karim Khan se vzdal Britům a dostal pozemky v Górakhpuru. Hlavní cesty ze střední Indie byly obsazeny britskými oddíly. Gangy Pindariů byly rozehnány během jediné kampaně. Neměli sílu bojovat proti vycvičeným jednotkám pravidelé armády a v malých skupinách nebyli schopni prorazit obklíčení. Jednotlivci se rychle rozptýlili po celé zemi. Z jejich náčelníků se stali psanci. Zoufalí Pindariové očekávali, že jim pomohou Maráthové. Nikdo se ale neodvážil poskytnout jim ani jejich rodinám úkryt. Karim a Setu měli stále k dispozici 23 000 mužů, ale proti síle, která stála proti nim to nic neznamenalo. Kamkoli se hnuli, narazili na britské síly. Porážka následovala porážku. Jeden gang uprchl na jih a na místě nechal veškerý svůj majetek. Mnozí uprchli do džungle a tam zahynuli. Jiní hledali útočiště ve vesnicích, ale byli bez milosti pobiti vesničany, kteří nezapomněli na utrpení, která jim gangy Pindariů způsobily. Velitelé Pindariů Karim Khan a Wasil Mohammed se zúčastnili se svými Paštuny bitvy u Mahidpuru, kde Britové zvítězili. Moc Maráthů se tím velmi snížila. Vůdcové Pindariů mohli být nyní pronásledováni daleko důrazněji. Během února se všichni vzdali a moc Pindariů byla minulostí. Byli přemístěni do Górakhpuru, kde jim byly poskytnuty prostředky na dožití. Karim Khan se stal farmářem na malém statku, který dostal za Gangou v Górakpuru. Wasil Mohammed se pokusil o útěk, byl chycen a spáchal sebevraždu jedem. Setu, Jat podle kasty, byl pronásledován Johnem Malcolmem z místa na místo, dokud mu nezůstali žádní spolubojovníci. Zmizel v džunglích střední Indie v roce 1819 a byl zabit tygrem. (Chithu je v Marathi označován jako Setu. „Takže slavný Chithu, náčelník Pindariů, který se po porážce a rozptýlení své loupežné hordy v roce 1818 sám potuloval v džungli na břehu řeky Tapti, padl za oběť lidožravému tygrovi a jeho pozůstatky byly identifikovány objevením jeho nesežrané hlavy a brašny s papíry v tygřím doupěti. )

## Válka s péšvou
Na příkaz Elphinstone dorazil generál Smith 13. listopadu do Yerwady poblíž Puné na místo nynější vysoké školy Deccan College v Puné. Smith a jeho vojáci překročili řeku 15. listopadu a zaujali pozice v Ghorpadě. Ráno 16. listopadu Marathové začali svou bitvu s Brity. Generálové Maráthů jako Purandare, Raste a Bapu Gokhale byli připraveni pochodovat k britským silám, byli ovšěm demoralizováni zprávou o útěku péšvy a jeho bratra do Purandháru. Dalších 5 000 Maráthů byla umístěna na soutoku dvou řek - Mula a Mutha - pod vedením Vinchurkara, ale ty zůstaly nečinné. Bapu Gokhale ustoupil, aby chránil prchajícího péšvu před Brity. Následujícího rána generál Smith postoupil směrem k městu Puné a zjistil, že péšva uprchl směrem k městu Sátárá. Během dne se Puné vzdalo a generál Smith věnoval velkou péči ochraně mírové části komunity. Řád byl brzy obnoven. Britské síly vstoupily dne 17. listopadu do historického paláce maráthských vládců Śanivāravāḍā a Balaji Pant Natu vztyčil britskou vlajku. Šafránové vlajky péšvy nebyly z Kotwali Chavdi odstraněny až do porážky Baji Rao v Ashti; je možné, že Britové stále věřili, že válku nevedl Baji Rao, ale byl k tomu donucen pod tlakem Bapu Gokhale, Trimabkji Dengle a Moreshwara Dikshita. péšva nyní uprchl do města Koregaon. Bitva u Koregaonu (také známá jako bitva u Koregaonu Bhima) se odehrála 1. ledna 1818 na břehu řeky Bhima severozápadně od Puné. Kapitán Stauton dorazil ke Koregaonu spolu s 500 muži pěchoty, dvěma děly a 200 najatými jezdci. Pouze 24 mužů pěchoty bylo evropského původu; to byli dělostřelci z Madrásu (dnešní Čennai). Zbytek pěchoty se skládal z Indů, britských zaměstnanců. Vesnice Koregaon byla na severním břehu řeky, který byl v tomto ročním období mělký a úzký. Podle tehdejšího maráthského zvyku byla část vesnice opevněna. Stauton obsadil vesnici, ale nemohl se zmocnit opevnění, které obsadili Maráthové. Britové byli odříznuti od řeky, svého jediného zdroje vody. Následovala divoká bitva, která trvala celý den. Ulice i zbraně byly dobývány, ztráceny a znovu dobývány. Velitel Baji Rao Trimabkji zabil poručíka Chishoma, čímž pomstil smrt Govindrao Gokhale, jediného syna Bapu Gokhale. péšva sledoval bitvu z vrcholu blízkého kopce asi dvě míle daleko. Marathové evakuovali vesnici a v noci ustoupili. Britové ztratili 175 mužů a asi třetinu najatých jezdců, více než polovina evropských důstojníků byla zraněna. Maráthové ztratili 500 až 600 mužů. Když Britové ráno našli vesnici opuštěnou, Staunton sebral zbytky svého vojska a předstíral, že pochoduje do Puné, ale ve skutečnosti zamířil do Shiruru, k městu v regionu Puné. První autentické informace o bitvě v Koregaonu ukazují, že pro Brity to byl spíše nezbytný ústup než hrdinské vítězství: „Byly obdrženy účty od podplukovníka Burra ze dne 3. (leden 1818), což naznačuje, že kapitán Staunton, velící 2. praporu 1. pluku domorodých pěchot v Bombaji, byl naštěstí schopen zahájit svůj pochod zpět do Seroor i se 125 zraněnými, 50 mužů bylo pohřbeno v Koregaonu a 12 nebo 15 těžce zraněných bylo ponecháno svému osudu. péšva, jež postupoval na jih byl pronásledován generálem Smithem, což Stauntnův prapor zřejmě zachránilo.“
Po bitvě britské síly pod vedením generála Pritzlera pronásledovaly péšvu prchajícího na jih ke Karnátaku spolu s Rádžou ze Sátáry. Péšva byl na útěku po celý leden. Očekávanou podporu od vládce Maisúru nedostal, zrychlil tedy svůj útěk a generál Pritzler jej pronásledoval až k Sólápuru. Do 29. ledna bylo pronásledování péšvy neúspěšné. Kdykoli Britové zaútočili na Bádží Raa, Gokhal se svou lehkou artilerií, chránící péšvu, zahájil střelbu z dalekonosných zbraní. Docházelo k potyčkám a Maráthové byli často zasaženi střelami z děl tažených koňmi. Žádná strana však nebyla schopna dosáhnout vítězství Dne 7. února vstoupil generál Smith do Sátáry a dobyl královský palác Maráthů. Symbolicky vztyčil britskou vlajku. Následujícího dne byla na tomto místě vztyčena Bhagwa Zenda - vlajka Maráthů. Aby získali podporu obyvatel, Britové prohlásili, že nebudou zasahovat do principů jakéhokoli náboženství. Oznámili, že všechny příjmy, důchody a roční příspěvky budou i nadále vypláceny, pokud příjemci odejdou ze služby Bádží Raa. V té době pobýval Bádží Rao poblíž Solápúru. Dne 19. února dostal generál Smith zprávu, že péšva míří do Pandharpuru. Jeho vojáci na prchajícího péšvu zaútočili. Během této bitvy Gokhale zemřel. Rádža ze Sátáry byl zajat spolu s jeho bratrem a matkou. Maráthský vládce, kterého Tarabaj Bhonsale v roce 1750 uvěznila, ztratil ovšem svou moc už mnohem dříve. Moc maráthských vládců byla obnovena péšvou Madhavem Rao v roce 1763 po smrti maharání Tarabaj Bhonsale. Od té doby si vládce udržel titulární pozici péšvy jako císař Álamgír Šáh II. s historickým titulem Čhatrapati. Jako Čhatrapati se poté postavil na stranu Britů, čímž v podstatě skončilo právní postavení péšvy jako vládce Maráthské konfederace. Konec války urychlila smrt Gokhaleho a potyčka v Ashti.
Do 10. dubna 1818 obsadily síly generála Smitha pevnosti Sinhagad a Purandar. Mountstuart Elphinstone zmiňuje zajetí Sinhagadha ve svém deníku ze dne 13. února 1818: „ V posádce nebyli žádní Maráthové, byla složena ze 100 Arabů, 600 Gosainů a 400 Konkani. Velitel byl jedenáctiletý chlapec; skutečný guvernér, Appajee Punt Sewra, nepříliš důvěryhodný muž. S posádkou bylo zacházeno s velkou liberálností; a přestože zde bylo mnoho majetku a peněz, veliteli bylo ponechat vše, co prohlašoval za své.“ Dne 3. června 1818 se Baji Rao vzdal Britům a vyjednal částku osm lakhů jako roční příjem. Baji Rao získal od Britů přislíben "jagir" (forma nájmu půdy, přidělené vládcem, kde poté nájemce vládl jako "Naik" - guvernér) pro svou rodinu, příspěvek pro bráhmany a jiné náboženské instituce. péšva byl poslán do Bithuru poblíž Kanpuru. Celá Maráthská říše truchlila pro jeho pád a vyhnanství, což bylo bráno jako národní tragédie, péšvy jakoby se to netýkalo. Uzavřel více manželství a svůj dlouhý život strávil pořádání náboženských představení a nadměrným pitím alkoholu.

## Události v Nágpuru

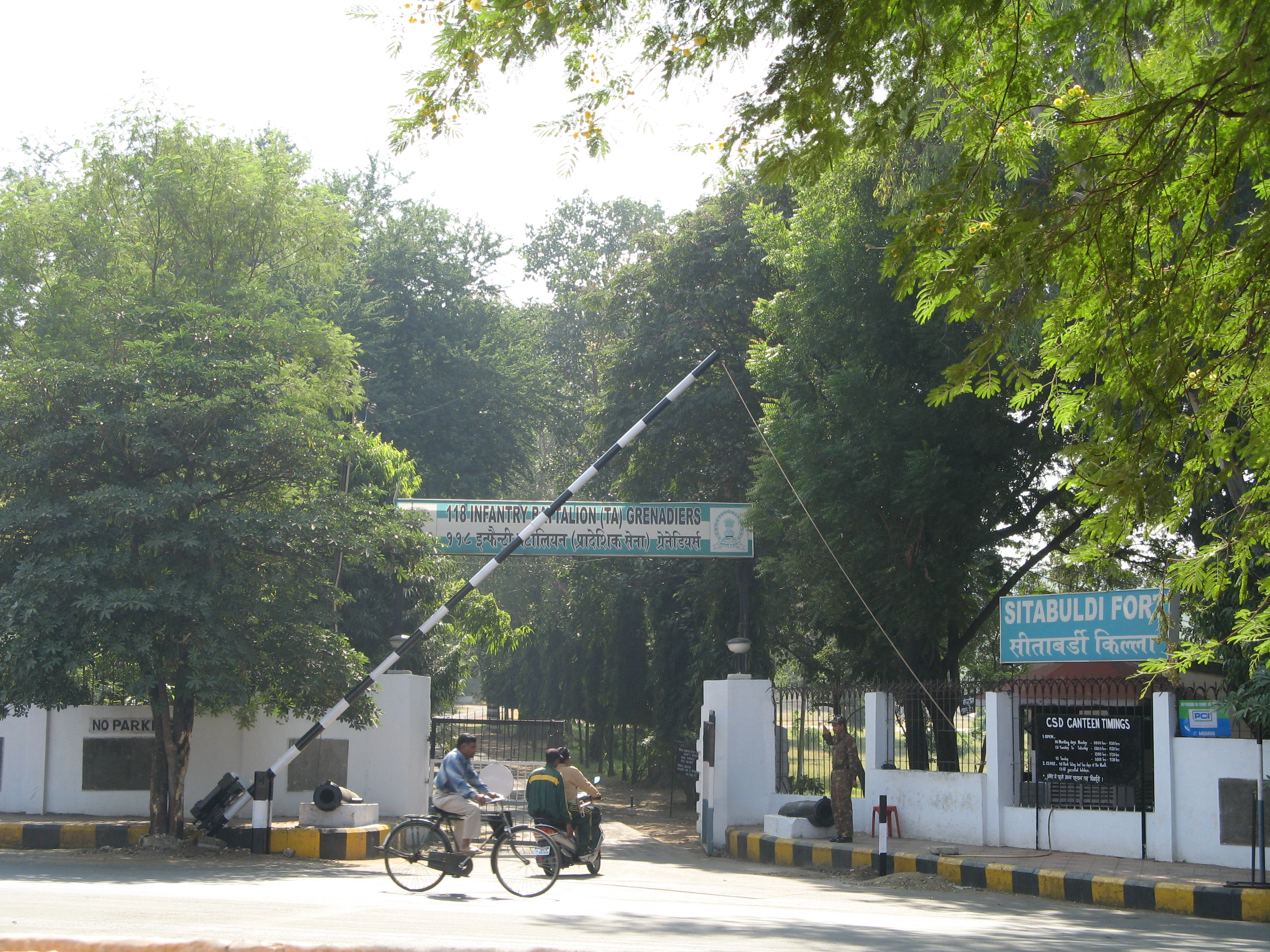
Pevnost Sitabardi nyní

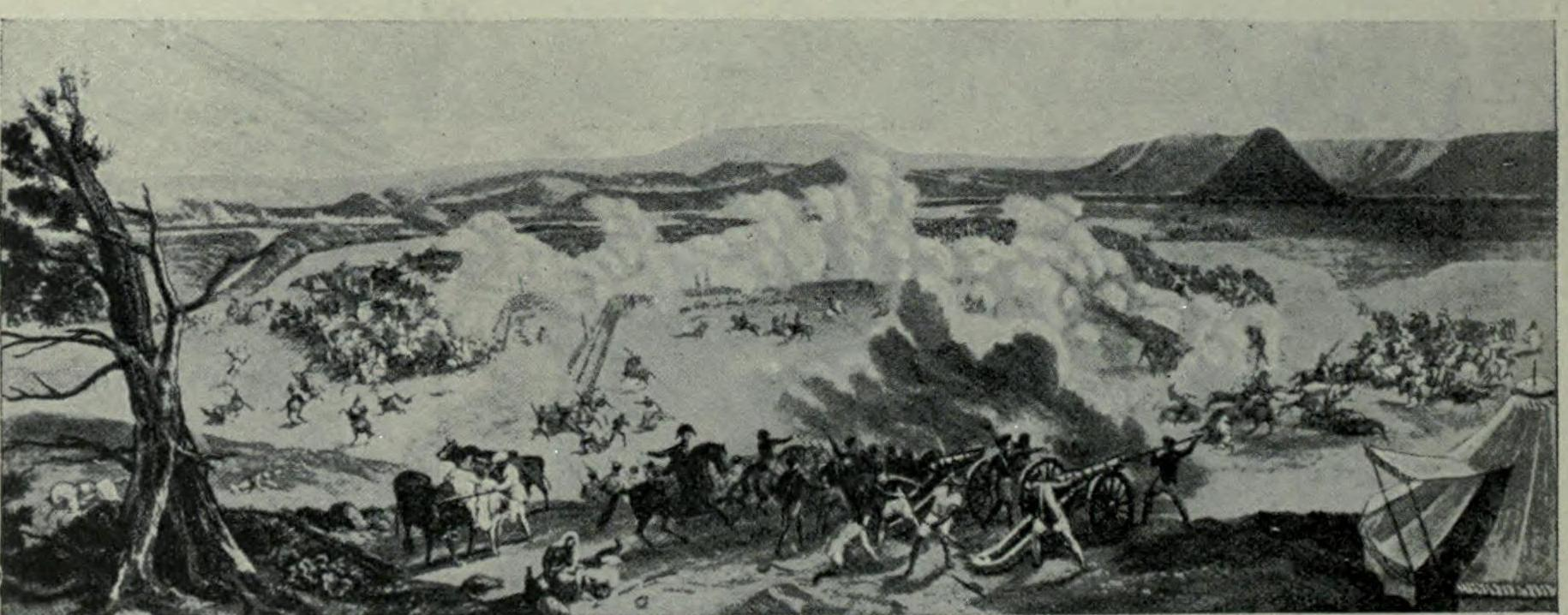
Bitva u Kirki, 1817

Madhoji Bhonsle, také známý jako Appa Saheb, upevnil svou moc v Nágpuru po vraždě svého bratrance, poněkud imbecilního vládce, Parsoji Bhonsle. Uzavřel smlouvu s Brity dne 27. května 1816. Ignoroval požadavek britského konzula Jenkinse, aby se zdržel kontaktu s Baji Rao II. Jenkins požádal Appu Saheba, aby rozpustil svou rostoucí armádu a dostavil se na konzulát. Appa Saheb odmítl. Otevřeně deklaroval svou podporu péšvovi. Vypadalo to na blížící se bitvu a proto Jenkins požádal o posily z blízkých jednotek EIC, kde bylo pod velením podplukovníka Hopentouna Scotta asi 1 500 mužů. Jenkins poslal zprávu také plukovníkovi Adamsovi, aby pochodoval se svými jednotkami do Nágpuru. Stejně jako ostatní maráthští vůdci měl Appa Saheb ve své armádě Araby. Obvykle se byli najati jako strážci pevností. Bylo o nich známo, že patří k nejodvážnějším vojákům ovšem nebyli disciplinovaní a nuznávali vojenský řád. Celková síla Maráthů byla asi 18 000.
Rezidence se nacházela na západ od návrší Sitabardi, 300 yardů (270 m). Jednotky EIC obsadily severní konec návrší. Maráthové s Araby, dosáhli dobrých počátečních zisků tím, že dobyli kopec a donutili Brity ustoupit na jih. Britům přicházely posily: podplukovník Rahan 29. listopadu, major Pittman 5. prosince a plukovník Doveton 12. prosince. Britský protiútok byl tvrdý a Appa Saheb byl donucen vzdát se. Britové ztratili 300 mužů, z toho 24 Evropanů; Maráthové zhruba také tolik. Smlouva byla podepsána 9. ledna 1818. Appa Sahebovi bylo dovoleno vládnout nad nominálními územími s několika omezeními. Většinu jeho území, včetně pevností, nyní ovládali Britové. Ti postavili další opevnění na kopci Sitabardi.
O několik dní později byl Appa Saheb zatčen. Byl eskortován do Allahabadu. Uprchl do Paňdžábu, kde hledal útočiště u sikhů. Odmítli ho a byl znovu zajat Brity poblíž Džódhpuru. Vládce Džódhpuru Man Singh I. se za něho zaručil a Saheb u něho zůstal až do 15. července 1849, kdy zemřel ve věku ve věku 44 let

## Podrobení Holkara
Holkarovi byly nabídnuty podmínky podobné těm, které byly nabídnuty Šindovi. Jediný rozdíl byl v tom, že Holkar přijal a respektoval svrchovanost Amira Khana. Holkarův dvůr už v té době prakticky neexistoval. Když jeho úředník Tantia Jog naléhal na přijetí britské nabídky, Holkar jej podezříval z tajné dohody s Brity. Ve skutečnosti Tantia Jog návrh podporoval, protože znal sílu britské armády. Viděl Brity v akci, v minulosti velil praporu. Holkar odmítl dohodu, přijal výzvu péšvy k povstání proti Britům a zahájil bitvu v Mahidpuru.
Bitva u Madhupuru mezi Holkarem a Brity proběhla 21. prosince 1817. Bitva začala ve tři ráno a trvala až do poledne. Generálporučík Thomas Hislop, vrchní velitel madráské armády, dorazil k Holkarovi kolem deváté hodiny. EIC ztratila 800 mužů, ale Holkarova armáda byla zničena, ztratil kolem 3 000 zabitých nebo zraněných. Pro Holkara to znamenalo konec nadějí na další povstání proti Britům. Moc dynastie Holkar byla zlomena. Bitva o Mahidpur se pro osud Maráthské říše stala katastrofou. Henry Durand napsal: „Po bitvě u Mahidpuru byla nejen ukončena vláda péšvů, ale i moc Holkara a Šindeho a obé bylo nahrazeno britskou nadvládou.“ Síla dynastie Holkar byla zničena, ale zbytky jejich vojska byly nepřátelské vůči Britům a ti byli nuceni udržovat zde stálou divizi. Úředníci obou stran dohodli mírové podmínky a dne 6. ledna 1818 byla podepsána Mandeswarská smlouva; ve které Holkar přijal britské podmínky jako celek. Holkar se stal nezávislým princem kontrolovaným Brity.

## Konec války a její dopady
Na konci války se všechny státy Maráthů vzdaly Britům. Šinde a afghánský Amir Khan podlehli tlaku a také diplomacii a což vyústilo ve smlouvu podepsanou ve Gválíjáru dne 5. listopadu 1817. Podle této smlouvy Šinde předal Rádžasthán Britům a souhlasil, že jim pomůže bojovat proti Pindariům. Amir Khan souhlasil s prodejem svých zbraní Britům a získal nárok na území v Tonku v Rajpútánu. Holkar byl poražen 21. prosince 1817 a dne 6. ledna 1818 podepsal Mandeswarskou smlouvu. Podle této smlouvy se jeho stát dostal pod kontrolu Britů. Mladý Malhar Rao byl posazen na trůn. Bhonsle byl poražen 26. listopadu 1817 a byl zajat, ale uprchl. Dožil svůj život v Džódhpuru. péšva se vzdal 3. června 1818 a podle podmínek smlouvy podepsané dne 3. června 1818 byl poslán do Bithuru poblíž Kánpuru. Z vůdců Pindariů se Karim Khan vzdal Malcolmovi v únoru 1818; Wasim Mohammad se vzdal Šindovi a nakonec se otrávil; Setu byl zabit tygrem.
Válkami Britové pod ochranou EIC ovládli prakticky celou dnešní Indii jižně od řeky Sutlej. Slavný diamant Nassak získala EIC jako součást válečné kořisti. Britové získali velké části území aráthské říše a ve skutečnosti zničili nejdynamičtější indickou opozici. Podmínky kapitulace, které Malcolm nabídl péšvovi byly mezi Brity označeny za kontroverzní, zdáli se příliš liberální: péšvovi byl nabídnut luxusní život poblíž Kánpuru a byla mu dána penze ve výši přibližně 80 000 liber. Pro srovnání: Napoleon byl uvězněn na malém ostrově v jižním Atlantiku a dostával pouze nepatrnou částku pro svou potřebu. Trimbakji Dengale byl po válce zajat a poslán do pevnosti Chunarin Bengal, kde strávil zbytek svého života. Po ukončení veškerého aktivního odporu hrál John Malcolm prominentní roli v zajetí a pacifikaci zbývajících uprchlíků.
Území péšvy byla připojena k Bombajskému prezidentství a území zabavené Pindariům se stalo provinciemi Britské Indie. Knížata Rádžasthánu se stali symbolickými feudálními pány, kteří přijali Brity jako svrchovanou mocnost. Francis Rawdon-Hastings tak přetvořil mapu Indie do stavu, který zůstal víceméně nezměněn až do nástupu lorda Jamese Broun-Ramsay, 1. markýze z Dalhousie. Britové ustanovili sporného potomka Šivádžího, zakladatele Maráthské říše vládou Maráthské konfederace, čímž byla nahrazena vláda péšvy. Princ z rodiny Holkar byl jmenován vládcem Nágpuru pod britským opatrovnictvím. Péšva přijal jako syna Nánu Sáhiba, který se stal jedním z vůdců povstání z roku 1857. Po roce 1818 Montstuart Elphinstone reorganizoval správní rozdělení pro výběr příjmů, čímž se snížil význam jednotlivých vládců. Nová vláda cítila potřebu komunikovat, s místní maráthsky mluvící populací; Elphinstone prosazoval politiku plánované standardizace maráthštiny v Bombajském prezidentství počínaje rokem 1820.